# Хроника князей Саксонии
Хроника князей Саксонии (лат. Chronica principum Saxoniae) — историческое сочинение, составленное ок. 1281 г. неизвестным по имени автором или группой авторов, жившими, предположительно, на землях маркграфов Бранденбурга. Источником этой хроники стали «Хроника святого Михаила Люнебургского», «Хроника саксов» Генриха фон Херфорда, «Хроника герцогов Брауншвейгских», «Хроника» Пулкавы и, возможно, ряд других источников. «Хроника князей» разделена на две части, одна из которых содержит генеалогию Биллунгов и Вельфов, герцогов Саксонии и Брауншвейга, а также Асканиев, герцогов Саксонии, с включением древа графов Гольштейна, вторая (известная также как Извлечение из хроники князей Саксонии) — родословную и краткую историю Асканиев, маркграфов Бранденбургских. Сохранилась в рукописи нач. XIV в.

## Издания
- Chronica principum Saxoniae / ed. G. Waitz // MGH, SS. Bd. XXV. Hannover, 1880, p. 472—480[2].

## Переводы на русский язык
- Хроника князей Саксонии — перевод И. М. Дьяконова на сайте Восточной литературы